# Аттіла Керекеш
Аттіла Керекеш (угор. Attila Kerekes, нар. 4 квітня 1954, Будапешт) — угорський футболіст, що грав на позиції захисника.
Виступав, зокрема, за клуби «Бекешчаба» та «Бурсаспор», а також національну збірну Угорщини.

## Клубна кар'єра
У дорослому футболі дебютував 1972 року виступами за команду «Бекешчаба», в якій провів тринадцять сезонів, взявши участь у 294 матчах чемпіонату. Більшість часу, проведеного у складі «Бекешчаби», був основним гравцем захисту команди.
Своєю грою за цю команду привернув увагу представників тренерського штабу турецького клубу «Бурсаспор», до складу якого приєднався 1985 року. Відіграв за команду з Бурси наступні два сезони своєї ігрової кар'єри, вигравши Кубок Туреччини 1985/86.
Протягом сезону 1987/88 років знову захищав кольори клубу «Бекешчаба», вигравши Кубок Угорщини, а завершив ігрову кар'єру у нижчоліговій австрійській команді «Маріенталь», за яку виступав протягом 1988—1990 років.

## Виступи за збірну
30 квітня 1976 року дебютував в офіційних матчах у складі національної збірної Угорщини в товариському поєдинку проти Швейцарії (1:0).
У складі збірної був учасником чемпіонату світу 1982 року в Іспанії, де зіграв в одному матчі проти Бельгії (1:1), а його команда не вийшла з групи.
Загалом протягом кар'єри у національній команді, яка тривала 8 років, провів у її формі 15 матчів.

## Титули і досягнення
- Володар Кубка Туреччини  (1):

«Бурсаспор»: 1985/86
- Володар Кубка Угорщини (1):

«Бекешчаба»: 1987/88